# Carl Menger

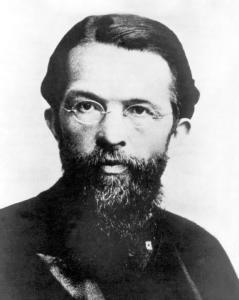
Carl Menger

Carl Menger von Wolfensgrün (* 23. Februar 1840 in Neu-Sandez, Galizien; † 26. Februar 1921 in Wien) war ein österreichischer Ökonom. Er gilt als Schulhaupt der Österreichischen Schule der Nationalökonomie und Begründer der österreichischen Grenznutzenschule und revolutionierte die Wert- und Preistheorie. Die auf seinem Œuvre basierende Wirtschaftstheorie wurde später von Eugen von Böhm-Bawerk, Friedrich von Wieser (im technischen und sozialen Bereich), Ludwig von Mises und Friedrich August von Hayek systematisch erweitert.

## Leben

### Herkunft und Familie
Carl Mengers Vorfahren waren sowohl mütterlicher- wie väterlicherseits deutsch-böhmischer Abstammung. Einige der Vorfahren zogen weiter in den Osten, um sich schließlich in Galizien anzusiedeln. Dort wurden sein Großvater, Anton Menger, und seine Großmutter, Anna Müller, geboren. Carl Mengers Vater, dessen Vornamen ebenfalls Anton lautet, führte das Adelsprädikat „Edler von Wolfersgrün“, den untersten der fünf österreichischen Adelsprädikate, wobei Zeitpunkt und Grund der Nobilitierung bis dato im Dunkeln liegen; sowohl Carl Menger als auch seine beiden Brüder legten später diesen Titel aus Bekenntnis zum Bürgertum ab. 1833 heiratete der gelernte Jurist Anton Menger Caroline Gerzabek. Die Anfang der vierziger Jahre gegründete Privatgeschäftskanzlei in Bielitz führte Anton Menger bis zu seinem Tode 1848, trotz der bestehenden gesetzlichen Verordnungen und seiner katholischen Konfession, die seinen Wirkungs- und Klientenkreis in dem überwiegend protestantisch geprägten Bielitz dauerhaft einschränkten.
Der frühe Tod des Vaters führte zu einer prekären wirtschaftlichen Lage der Familie. Caroline, die nicht nur den Verlust des Ehemannes, sondern auch den Tod von vier Kindern zu verkraften hatte, konnte dennoch die sechs verbleibenden Geschwister – wohl mit Hilfe eines Vermögens, auf das sie als Tochter reicher Kaufleute zurückgreifen konnte – den Erfordernissen entsprechend versorgen und überdies den drei Brüdern Max, Carl und Anton ein Universitätsstudium ermöglichen. Max, Carl und Anton schlugen wie der Vater eine juristische Laufbahn ein. Der Lebensweg der anderen drei Geschwister ist weitgehend unbekannt.
Der zwei Jahre ältere Bruder Carls, Max, profilierte sich als Wirtschafts- und Finanzjurist, war Mitglied des Fortschrittsclubs und erhielt Mandate im Gemeinderat von Wien, im Land- und im Reichsrat. Er galt als ausgewiesener Kenner der Steuerpolitik und des Nationalitätenproblems in Österreich und war maßgeblich an der Reform der Juristenausbildung beteiligt.
Der eineinhalb Jahre jüngere Bruder Carls, Anton, wiederum reüssierte als Universitätsprofessor (o. Univ.- Prof. an der Universität Wien 1877) insbesondere im Bereich des österreichischen Zivilrechtsverfahrens und engagierte sich als Hofrat und bekennender Sozialist für die Anliegen und Rechte der Arbeiterklasse. Die österreichische Zivilprozessordnung von 1895, das deutsche Bürgerliche Gesetzbuch von 1896 und der Vorentwurf eines schweizerischen Zivilgesetzbuches von 1900 wurden von ihm wesentlich beeinflusst.
Mengers Neffe Mansuet Kosel (1856–1919), der Sohn seiner 1835 geborenen Schwester Berta (Bertha), wirkte zudem 1904–1906 als österreichischer Finanzminister.

### Kindheit und Jugend
Obwohl wenige Einzelheiten über die Kindheit und Jugend Mengers bekannt sind, ist belegt, dass er die ersten Jahre auf dem Gut seines Großvaters verbrachte und sich schon früh mit den Werken von Montesquieu, Adam Smith, Jean-Baptiste Say, Louis Auguste Say, David Ricardo, Hufeland und Lauderdale auseinandersetzte.

### Studium, Lehr- und Berufstätigkeit

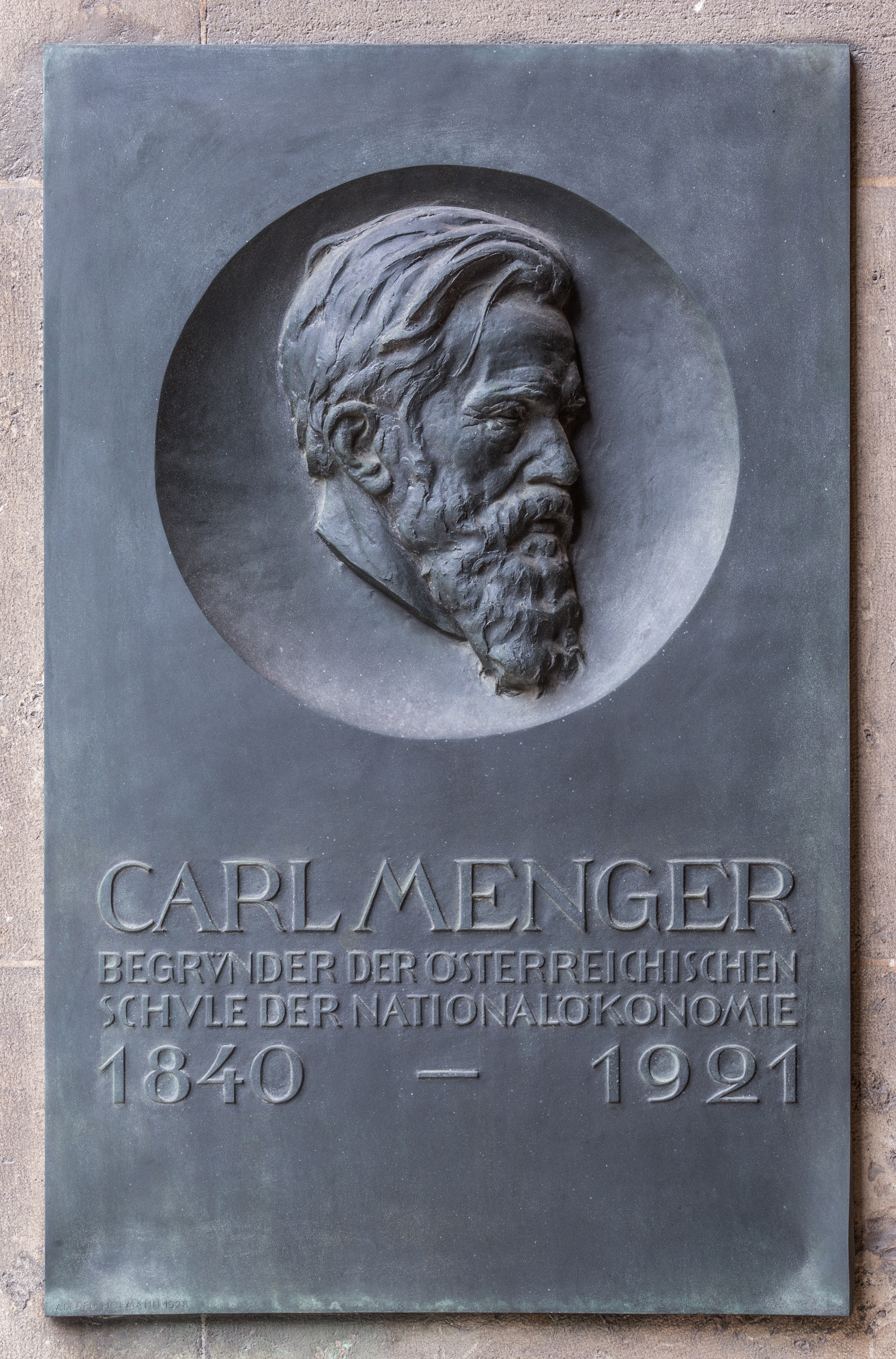
Bronzetafel zu Ehren von Carl Menger im Arkadenhof der Universität Wien

Im Jahr 1859 nahm Menger das Studium der Rechts- und Staatswissenschaften in Wien auf und setzte dieses von 1860 bis 1863 in Prag fort. Nach Abschluss seines Studiums wurde er Redakteur bei der amtlichen Lemberger Zeitung. Von 1865 bis 1866 war er Mitherausgeber des neugegründeten Neuen Wiener Tagesblattes und bereitete gleichzeitig seine Promotion vor, die er im Jahre 1867 an der Universität Krakau erfolgreich ablegte. 1871 setzte er als Redaktionssekretär der kaiserlichen Wiener Zeitung, dem amtlichen Regierungsblatt, seine journalistische Karriere fort. Seine Hauptaufgabe war dabei die systematischen Beobachtung und Analyse der Marktlage. 1872 habilitierte sich Menger in Wien bei Lorenz von Stein und wurde im selben Jahr Privatdozent für Politische Ökonomie in Wien. Rufe an die Universitäten nach Karlsruhe, Basel und Zürich lehnt er ab. Als Habilitationsschrift legte er seine Grundsätze der Volkwirthschaftslehre vor, eine Schrift, die er bereits 1871 veröffentlicht hatte. Unbekannt ist, wann genau Menger in den Ministerialdienst trat. Gesichert ist, dass er im August 1873 zum „wirklichen“ (pensionsberechtigten) Ministerialsekretär im k.k. Ministerialpräsidium ernannt wurde. Im September desselben Jahres wurde der 33-jährige Menger zum außerordentlichen Professor an der Universität Wien bestellt. 1875 gab er freiwillig sein Ministerialamt zurück, um sich ganz seiner Forschungs- und Lehrtätigkeit widmen zu können. Der im Jahre 1878 erstmals geschaffene Lehrstuhl für Politische Ökonomie an der Universität Wien wurde schließlich Menger angetragen. 1879 wurde er zum ordentlichen Professor ernannt. Bis zu diesem Zeitpunkt wurde die österreichische Nationalökonomie von deutschen Professoren dominiert und geprägt.
1883 veröffentlichte er die Untersuchungen über die Methode der Sozialwissenschaften und der politischen Ökonomie insbesondere, ein Werk, das den sogenannten Methodenstreit der Nationalökonomie mit der Historischen Schule auslöste. Menger wurde dabei von seinen Schülern Eugen von Böhm-Bawerk und Friedrich von Wieser unterstützt. Dies gilt als eigentliche Geburtsstunde der Österreichischen Schule. Im gleichen Jahr begann und intensivierte sich ein Briefwechsel mit Léon Walras, mit dem ihn das gemeinsame Ziel verband, durch einen subjektivistischen Ansatz die Probleme der klassischen Nationalökonomie zu überwinden. Methodologisch grenzte sich Menger jedoch von Walras ab, was auch in seinem 1884 erschienenen Werk Die Irrthümer des Historismus zum Ausdruck kommt. Die Irrthümer stellen im Großen und Ganzen eine in Briefform gehaltene Polemik gegen Schmollers Einwände dar.
Seit 1886 setzte sich Menger für eine Studienreform an der rechts- und staatswissenschaftlichen Fakultät ein, konnte jedoch unter den Professoren keine Mehrheit für seine Bestrebungen finden. Ab 1893 wurden einige Neuerungsvorschläge umgesetzt, doch blieb der größte Anteil der Forderungen Mengers unberücksichtigt.
In den 1890er Jahren konzentrierte sich Menger auf das Gebiet der Geldtheorie, die an einer metallistischen Auffassung orientiert ist. 1892 wurde Menger Mitglied der im März gebildeten Währungs-Enquête-Kommission. Menger plädierte für die Einführung einer Goldwährung. Für sein Engagement erhielt er vom Unterrichtsminister, Paul Freiherr Gautsch von Frankenthurn, eine Personalzulage von 1200 Gulden.
Die Enquête zur Reform der Gebäudesteuer 1903 wurde von Eugen von Böhm-Bawerk, der nun Finanzminister war, initiiert und durch die Expertise der bereits etablierten österreichischen Schule, in der Menger die herausragende Figur war, bestimmt.

### Menger und Kronprinz Rudolf
Auf Vorschlag des liberalen Erziehers des Kronprinzen, Josef Latour, wurde Menger von 1876 bis 1878 Privatlehrer des damals achtzehnjährigen Rudolfs. Das leitende Prinzip, seine Schüler zum selbständigen Denken und Urteilen zu befähigen, prägte auch dieses spezielle Lehrverhältnis. Die Folge war eine tiefgreifende Auseinandersetzung des Kronprinzen mit ökonomischen und sozialen Fragen. Er begleitete ihn auf zahlreichen Studienreisen. Angeregt durch eine Reise nach England verfassten sie 1878 das so genannte Adelspamphlet, eine anonyme Streitschrift, die sich äußerst kritisch mit der Aristokratie in Österreich auseinandersetzte.
Der Einfluss Mengers auf Rudolf war sicherlich beachtlich, gerade was Rudolfs ökonomischen und gesellschaftlichen Liberalismus und sein sozial-politischen Engagement betraf. So blieb der Kronprinz vom Antisemitismus seiner Zeit unberührt und lehnte einen staatlichen Dirigismus ab. Auch der volkswirtschaftliche Teil des so genannten Kronprinzenwerks (1886–1902) ist Zeugnis der Relevanz Mengers. Jedoch führte eine Überbewertung dieses Einflusses 1886 wahrscheinlich zum Ende der Kontakte, da sich Vorwürfe (vor allem seitens Erzherzog Albrechts) wegen eines zu starken liberalen Einflusses häuften.

### Emeritierung und letzte Jahre
Ab 1899 arbeitete Menger intensiv an seinem sozialen Werk. Um die Jahrhundertwende widmete er sich vermehrt dem Studium von Wilhelm Wundt und der österreichischen Schule der Psychologie rund um Franz Brentano, Christian von Ehrenfels und Oskar Kraus sowie den Forschungsergebnissen auf den Gebieten der Biologie und Physiologie. Diese Bemühungen verfolgten in erster Linie den Zweck, seiner Werttheorie eine Theorie der menschlichen Bedürfnisse zugrunde zu legen.

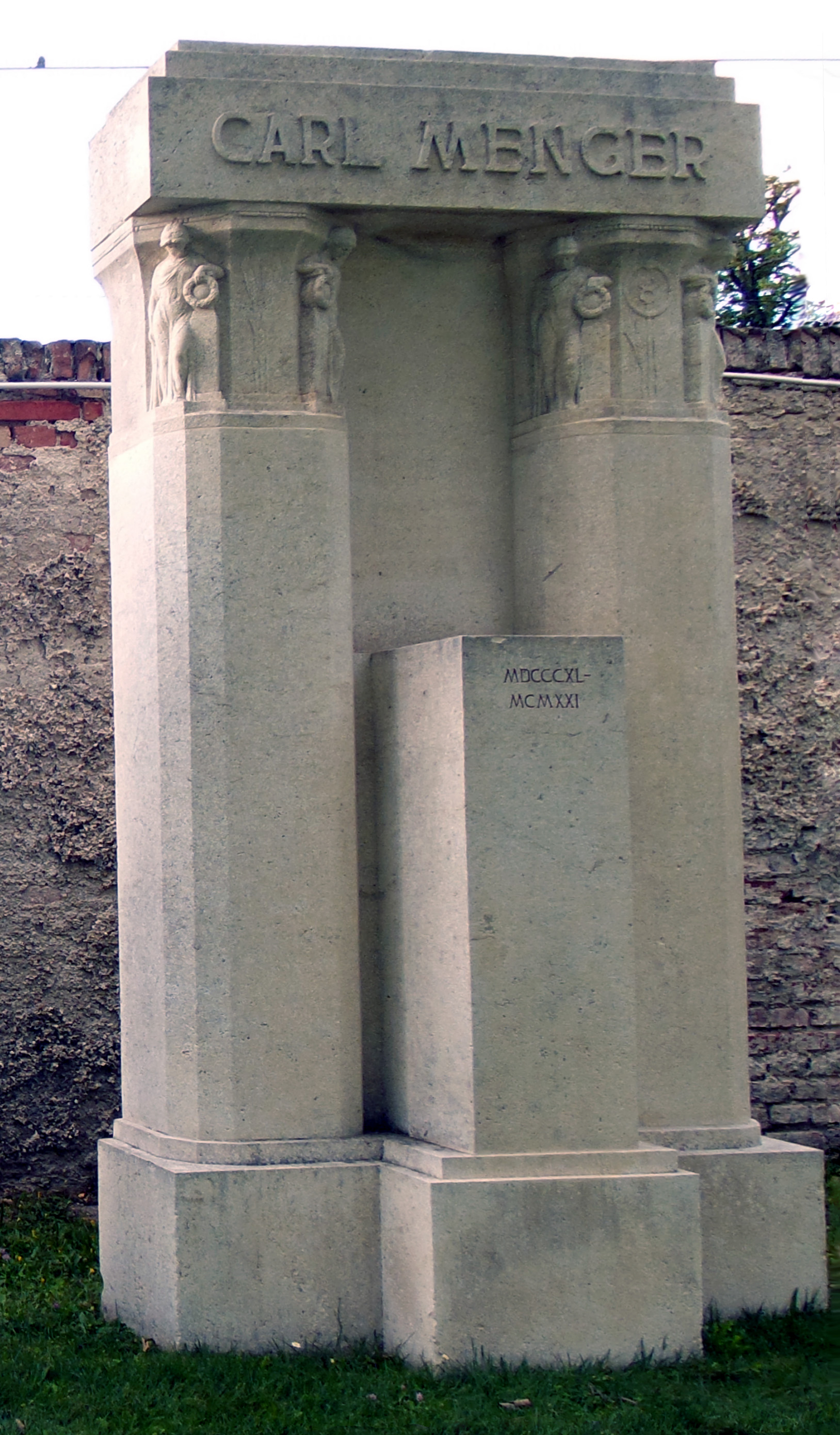
Carl Menger Ehrengrab Zentralfriedhof Wien

Im Wintersemester 1902/3 suchte der 62-jährige Menger um die Enthebung seiner Vorlesungspflicht und im Frühjahr 1903 um die Emeritierung an, da sein Gesundheitszustand sich zusehends verschlechterte – er litt an Neurasthenie und an einer Ohrenkrankheit. Mit großer Wahrscheinlichkeit hat auch die Geburt seines Sohnes Karl Menger im Jahr 1902 dazu beigetragen, sich immer mehr aus der Berufs- und Lehrtätigkeit zurückzuziehen. 1911 lernte er noch Ludwig von Mises kennen, der sein Werk fortsetzte und den er sehr schätzte.
Die familiären Umstände sind weitgehend unklar. So war er zwar im Melderegister als „ledig“ gemeldet, lebte jedoch mit Hermina Andermann zusammen. Ihr vermachte er auch sein Vermögen, das vor allem auf seiner ca. 25.000 Bände umfassenden Bibliothek gründete. Hermina verkaufte diese Bestände nach Japan, wo ein großer Teil heute an der Hitotsubashi-Universität in Tokio zu finden ist.
Kurz nach seinem 81. Geburtstag starb Carl Menger am 26. Februar 1921 in Wien und wurde in einem Ehrengrab auf dem Wiener Zentralfriedhof (Gruppe 0, Reihe 1, Nummer 88) beigesetzt.

### Ehrungen und Auszeichnungen
- 1894 Aufnahme in der Académie des Sciences Morales et Politiques
- 1895 Ehrenmitglied der Royal Society of Edinburgh
- 1896 Ernennung zum Hofrat
- 1900 Berufung in das Herrenhaus des Reichsrates auf Lebenszeit; Verleihung des Franz Josephs-Ordens mit dem Stern
- 1901 Erwählung zum Präsidenten des Institut de Sociologie in Paris[16]

Zahlreiche andere wissenschaftliche Gesellschaften nahmen Menger in ihre Reihen auf (Reale Accademia dei Lincei, American Academy of Political and Social Sciences, Österreichische Akademie der Wissenschaften) und er erhielt mehrere Ehrendoktorwürden (Budapest 1896, Prag 1899), darunter den Titel „Erster Doktor der Staatswissenschaften“ an der Universität Wien anlässlich seines achtzigsten Geburtstags.

## Philosophische Einflüsse
Über die philosophischen Einflüsse scheiden sich die Geister. Unbestritten ist eine rudimentäre Auseinandersetzung Mengers mit Platon und eine äußerst akribische mit Aristoteles, im Speziellen mit seiner Ethik.

„Platon meint, das Geld sei „ein vereinbartes Zeichen für den Tausch“, und Aristoteles sagt, das Geld sei durch Uebereinkunft entstanden, nicht durch die Natur, sondern durch das Gesetz.“

Auch Kants Einfluss ist evident. Manche Autoren betonen darüber hinaus die Rolle des Rationalismus und des Idealismus, wie er z. B. durch die Philosophie Christian Wolffs repräsentiert wird. Betrachtet man die Literatur, so wird mehrheitlich davon ausgegangen, dass Menger eine aristotelianisch-essentialistische Position vertritt, eine Position, die bei genauerer Betrachtung mit seiner Theorie der subjektiven Bewertung und der Position des methodologischen Individualismus in grobem Widerspruch steht. Einen anderen Zugang bietet die Orientierung an der Frage, ob Menger die Schlusstechnik der Deduktion oder der Induktion als angemessener für seine ökonomische Theorie und methodologische Position erachtet. Anhand seiner Preistheorie kann gezeigt werden, dass Menger nicht nur einen nominalistischen Zugang, sondern einen explizit anti-essentialistischen hat.

## Wirtschaftstheorie
Bevor durch Menger die Phase der Österreichischen Schule der Nationalökonomie an der Universität Wien 1871 eingeläutet wurde, waren es die sogenannten Kameralisten, die die Entwicklung der Nationalökonomie an der Universität Wien prägten. Kennzeichnend für die Kameralwissenschaft, wie sie z. B. durch Joseph Freiherr von Sonnenfels und Josef von Kudler repräsentiert wurde, ist die Position des methodologischen Essentialismus. Der methodologische Essentialismus ist z. B. in der organizistischen Auffassung begründet, dass (sozialen) Institutionen wie z. B. dem Staat, Preisen und dem Geld (im engeren, historistischen Sinne auch der Sprache und dem Volk) ein Wesen bzw. eine Essenz zukommt bzw. innewohnt (vgl. Emanatistische Logik).
Menger bricht als einer der Ersten mit der essentialistischen Tradition, die in Deutschland im Rahmen der Historischen Schule weiterhin bestehen bleibt, indem er stattdessen eine verbesserte Position des methodologischen Individualismus in Kombination mit einer verbesserten Theorie der subjektiven Bewertung in seinen Grundsätzen der Volkswirthschaftslehre paradigmatisch einführt.
Das individualistische Paradigma geht zurück auf die schottische Moralphilosophie des 18. Jahrhunderts, welche sich einerseits gegen die rationalistische Naturrechtslehre, andererseits gegen einen Kontraktualismus wandte. Ihre prominentesten Vertreter waren David Hume und Adam Smith. Menger hatte sich mit beiden intensiv auseinandergesetzt, wobei er innerhalb der Sozialphilosophie Smiths, den er insgesamt als „ausgezeichneten Denker“ ehrte, eine einseitige „pragmatische“ Gesellschaftsauffassung verortete.
Im Mittelpunkt von Mengers subjektiver Wertlehre steht die These, dass der Wert eines Gutes durch die subjektive Wertschätzung seiner jeweils letzten Einheit („Grenzeinheit“) bestimmt wird (Grenznutzenbetrachtung). Ziel seines nominalistischen und anti-organizistischen Zugangs ist die bis dahin gescheiterte Entwicklung einer einheitlichen Preistheorie, welche eine befriedigende Erklärung von Tausch und der Preisbildung liefern soll. Der Wert eines Gutes hängt gemäß Menger also vom individuellen Nutzen ab. Er

„[…] ist demnach nichts den Gütern Anhaftendes, keine Eigenschaft derselben, eben so wenig aber auch ein selbständiges, für sich bestehendes Ding. Derselbe ist ein Urtheil, welches die wirtschaftenden Menschen über die Bedeutung der in ihrer Verfügung befindlichen Güter für die Aufrechthaltung ihres Lebens und ihrer Wohlfahrt fällen, und demnach ausserhalb des Bewusstseins derselben nicht vorhanden.“

Die verhaltenstheoretische Auffassung von der subjektiven Nutzenbewertung der Güter bildet den einheitlichen Bezugspunkt seiner Preistheorie. Die Preisbildung orientiert sich am Grenznutzen der Nachfrager und erfolgt im Tausch der subjektiv bewerteten Güter auf dem Markt. Die Nutzenfunktion zeigt hier, dass zwar der Nutzen mit jeder konsumierten Einheit wächst, aber dieses zusätzliche Wachstum immer geringer wird. Das lässt sich auf die Sättigung der Bedürfnisbefriedigung zurückführen: Das Interesse am Konsum nimmt mit der Sättigung gleichzeitig ab und der Konsument ist für jede weitere Einheit dieses Gutes weniger zu zahlen bereit. Damit lässt sich auch das Paradoxon erklären, dass lebenswichtige Güter im Überschuss (Wasser) im Vergleich zu unwichtigeren Luxusgütern (Diamanten) nur geringen Wert haben (vgl. Wasser-Diamanten-Paradoxon). David Ricardos klassische Kostenwertlehre, welche die Preisbildung über die Herstellungskosten der Güter herleitet, wird von Mengers Marginalprinzip abgelöst und der Übergang von der Klassik zur Neoklassik ist endgültig vollzogen.
Menger war ein Verfechter des Konkurrenzmarktes und des Freihandels und ein moderater Protagonist des Liberalismus und Kapitalismus.

## Sozial- und Erkenntnistheorie

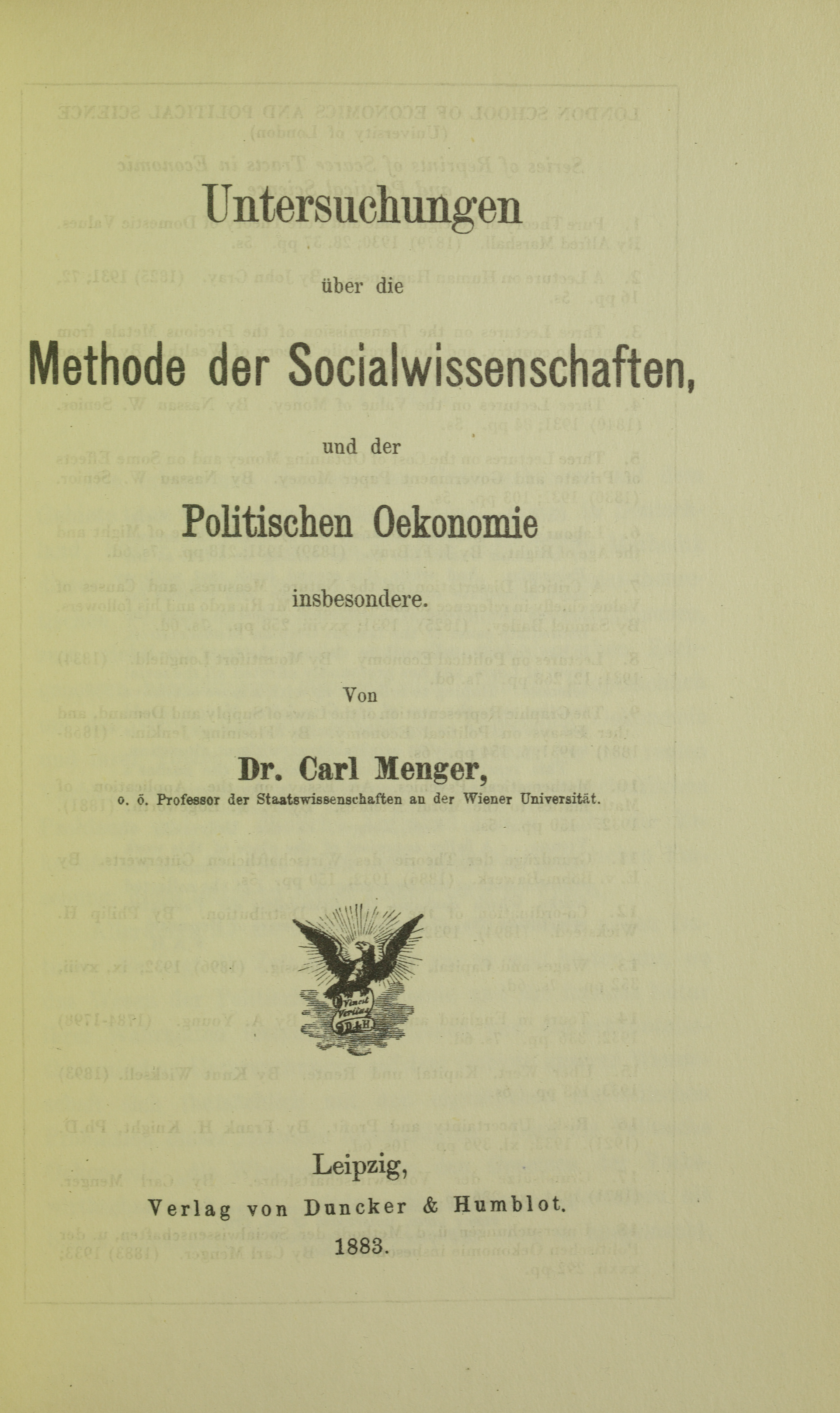
Untersuchungen über die Methode der Socialwissenschaften und der Politischen Oekonomie insbesondere, 1933

„Die Begründung einer Methodologie der Sozialwissenschaften ist die wichtigste Aufgabe der Gegenwart auf dem Gebiete der Erkenntnistheorie.“

Die klassische Nationalökonomie bzw. die Politische Ökonomie, ganz allgemein verstanden als Theorie des Handelns und des Wirtschaftens, versucht jene Fragen zu klären, die sich aus (makroökonomischen) Phänomenen des sozialen Lebens, v. a. des gesellschaftlichen Zusammenlebens, ergeben: Wie lässt sich Tausch erklären? Wie lassen sich relative Preise erklären? Wie lassen sich soziale Institutionen erklären? Die Methode der Sozialwissenschaft steht demnach immer schon mit zur Disposition.
In seinem zweiten Hauptwerk Untersuchungen über die Methode der Socialwissenschaft und der Politischen Oekonomie insbesondere überträgt Carl Menger die Begründung der theoretischen Sozialwissenschaft auf die der Politischen Ökonomie. Die Begründung weist sich jeweils durch zwei Positionen aus – erstens: die empirisch-realistische Richtung; zweitens: die exakte Richtung. Hier zeichnet sich deutlich ein Problem ab, das später Karl Popper, der trotz seiner Ablehnung eines Subjektivismus in Zusammenhang mit einer Theorie der Bewertung viele Ansichten mit den „österreichischen Subjektivisten“ teilt, in aller Klarheit erörtern wird: das Induktionsproblem. Denn empirisch-realistisch bedeutet stets eine „(endliche) Klasse von singulären Beobachtungssätzen“; und „exact“ verweist auf die strenge Allgemeinheit, die jedoch keinesfalls empirisch-realistisch fundiert werden kann, wie das Fries- bzw. Münchhausen-Trilemma zeigt.

„Die Welt der Erscheinungen kann unter zwei wesentlich verschiedenen Gesichtspunkten betrachtet werden. Entweder sind es die concreten Phänomene und ihre Stellung in Raum und Zeit und in ihren concreten Beziehungen zu einander, oder aber die im Wechsel dieser letzteren wiederkehrenden Erscheinungsformen, deren Erkenntnis den Gegenstand unseres wissenschaftlichen Interesses bildet. Die erste Richtung der Forschung ist auf die Erkenntnis des Concreten, richtiger des Individuellen, die letztere auf jene des Generellen der Erscheinungen gerichtet […].“

Menger selbst ist sich dieser Problematik sehr bewusst, weist er doch seinerseits der Historischen Schule nach, dass sie dieser Dichotomie, hier in Form eines induktivistischen Essenzialismus, keinerlei Beachtung schenkt. Wie also ist Sozialwissenschaft als Wissenschaft möglich? Was ist ihre Methode und was zeichnet sie gegenüber anderen Wissenschaften aus? Die erste Frage führt zum Abgrenzungsproblem, die zweite kulminiert im später so genannten Methodenstreit in den Sozialwissenschaften.
Mengers Methodologie zielt auf die Verdeutlichung der „Struktur befriedigender Erklärungen in den theoretischen Sozialwissenschaften“. Nach Menger sind „soziale Ereignisse, Tatsachen, Prozesse und Institutionen als das ungeplante Ergebnis des Zusammenspiels des intendierten Verhaltens der Individuen und somit als strukturelles Phänomen zu erklären“.

## Kritik
Mengers Versuch, die traditionelle Dichotomie von Apriorismus und Empirismus durch eine Synthese, die auf „einer immanenten und spezifisch erkenntnistheoretischen Kritik der alternativen Konstitutionsversuche der theoretischen Wissenschaften“ fußt, zu überwinden und die theoretischen Sozialwissenschaften zu begründen, muss als gescheitert angesehen werden. Er hält zwar dem naiven Empirismus der Historischen Schule einen strengen Positivismus entgegen, indem er die „empirisch-realistische Forschungsrichtung“ konstituiert, kann aber das Induktionsprinzip, mit welchem er die „exacte Forschungsrichtung“ begründet, nicht rechtfertigen. Sein Versuch, die empirisch-realistische in die exakte Forschungsrichtung zu integrieren, muss „in Hinblick auf die strenge Allgemeinheit der Wirklichkeitsaussagen transzendental scheitern“.

## Carl-Menger-Preis
Seit 2014 wird durch den Verein für Socialpolitik „für innovative, internationale Forschungsleistungen auf den Gebieten der monetären Makroökonomie, Geldpolitik und Währungspolitik“ der „Carl-Menger-Preis“ vergeben, der von der Deutschen Bundesbank, der Oesterreichischen Nationalbank sowie der Schweizerischen Nationalbank gemeinsam gestiftet wurde und mit 20.000,- Euro dotiert ist. Erste Preisträgerin ist Hélène Rey, Professorin an der London Business School.

## Werke und Schriften in chronologischer Reihenfolge
1. Grundsätze der Volkswirthschaftslehre. Erster, allgemeiner Teil, Wien 1871, GW, Band 1
2. Der Zwiespalt unter den deutschen Volkswirthen, in: Wiener Abendpost, 2. und 3. Januar 1873.
3. Rezension von: Muther, Theodor, Die Reform des juristischen Unterrichtes. Eine akademische Antrittsvorlesung, Weimar 1873, in: Wiener Abendpost, 5. März 1873, S. 420.
4. Rezension von: Herrmann, Emanuel, Principien der Wirthschaft, Wien 1873, in: Wiener Abendpost, 8. März 1873.
5. Rezension von: Cairnes, J. E., Essays in Political Economy theoretical and applied, London 1873, in: Wiener Abendpost, 10. April 1873.
6. Rezension von: Dumreicher; Armand Freiherr v., Die Verwaltung der Universitäten seit dem Antritte des gegenwärtigen Ministeriums, Wien 1873, in: Wiener Abendpost, 5. Mai 1873.
7. John Stuart Mill (Nekrolog), in: Wiener Abendpost, 15. Mai 1873.
8. Weltausstellung 1873. Der Pavillon des k.k. Ackerbauministeriums, in: Wiener Abendpost, 24. Mai 1873.
9. Das österreichische Bergwesen. Besprechung von: Denkbuch des österreichischen Bergwesens, Verlag des k.k. Ackerbauministeriums, Wien 1873, in: Wiener Abendpost, 6. Juni 1873.
10. Rezension von: Dumreicher, Armand Freiherr von., Die Pflege des gewerblichen Fortbildungs- und Mittelschulwesens durch den österreichischen Staat im Jahre 1872, Wien 1873, in: Wiener Abendpost, 17. Juni 1873.
11. Zur Goldfrage. Rezension von: Cairnes, J. E., Essay in Political Economy theoretical and applied, London 1873, in: Wiener Abendpost, 19. Juni 1873.
12. Neuere Fortschritte in der Wetterkunde. Rezension von: Mittheilungen aus dem Gebiete des Seewesens. Hrsg. v. k.k. hydrographische Amte. 1. Jg., Wien 1873, in: Wiener Abendpost, 30. Juli 1873.
13. Arrondierung der Landgüter. Rezension von: Peyrer, Karl, Die Zusammenlegung der Grundstücke, die Regelung der Gemeingründe und die Ablösung der Forstservituten in Oesterreich und in Deutschland, Wien 1873, in: Wiener Abendpost, 30. September 1873.
14. Rezension von: Neumann, Franz Xaver, Volkswirthschaftslehre mit besonderer Anwendung auf Heerwesen und Militärverwaltung, Wien 1873, in: Wiener Abendpost, 4. Oktober 1873.
15. Besprechung von: Mill, John Stuart, Autobiography, London 1873, in: Wiener Abendpost, 10. November 1873.
16. Besprechung von: Zeitschrift für Privat- und öffentliches Recht der Gegenwart, in: Wiener Abendpost, 17. November 1873.
17. Rezension von: Alt und Neu: Die politische Entscheidungsfrage. Aus der Mappe eines Wiener Bureaukraten, Leipzig 1874, in: Wiener Abendpost, 12. September 1874.
18. Rezension von: Maurer, Konrad, Island von seiner ersten Entdeckung bis zum Untergange des Freistaates, München 1874, in: Wiener Abendpost, 3. Oktober 1874.
19. Rezension von: Fröbel, Julius, Die Wirthschaft des Menschengeschlechtes auf dem Standpunkte der Einheit idealer und realer Interessen, 2 Theile, Leipzig 1870–1874, in: Wiener Abendpost, 20. Oktober 1874.
20. Rezension von: Rubinstein, Susanna, Die sensoriellen und sensitiven Sinne, Leipzig 1871, in: Wiener Abendpost, 21. Oktober 1874.
21. Rezension von: Roscher, Wilhelm, Geschichte der deutschen Nationalökonomik, 1874, in: Wiener Abendpost, 26. Januar 1875.
22. Rezension von: Le Comte de Mülinen, Les finances de l´Autriche. Etude historique et statistique sur les finances de l´Autriche cisleithanienne comparé avec celles de la France, Wien 1875, in: Wiener Abendpost, 3. Mai 1875.
23. Rezension von: Fischer, Kuno, Francis Bacon und seine Nachfolger, Entwicklungsgeschichte der Erfahrungsphilosophie, Leipzig 1875 in: Wiener Abendpost, 14. September 1875.
24. Rezension von: Scheel, H.v., Die Erbschaftssteuer, Jena 1875, in: Wiener Abendpost, 6. Oktober 1875.
25. Rezension von: Rau, Karl Heinrich, Lehrbuch der politischen Oekonomie, Vollständige Neubearbeitung von Adolf Wagner und Erwin Nasse, Leipzig/Heidelberg 1872 in: Wiener Abendpost, 23. November 1875.
26. Exposé über die Lehrvorträge über politische Oekonomie und Statistik, Wien 30. September 1875, in: Nachlaß Kronprinz Rudolf, Haus-, Hof- und Staatsarchiv, Wien, Karton 2
27. Bericht über den Unterricht in politischer Oekonomie, Wien 25. Juli 1876, in: Nachlaß Kronprinz Rudolf, Haus-, Hof- und Staatsarchiv, Wien, Karton 2
28. Bericht über den Unterricht in der allgemeinen europäischen und österreichisch-ungarischen Statistik, Wien 20. Dezember 1876, in: Nachlaß Kronprinz Rudolf, Haus-, Hof- und Staatsarchiv, Wien, Karton 2
29. Untersuchungen über die Methode der Socialwissenschaften und der politischen Oekonomie insbesondere, Wien 1883, GW, Band 2
30. Brief an Léon Walras v. 28. Juni 1883, abgedr., in: Jaffé, William (Hrsg.), Correspondence of Léon Walras and Related Papers, Amsterdam 1965, Band 1, S. 768.
31. Rezension von: Schönberg, Gustav (Hrsg.), Handbuch der politischen Oekonomie, 2 Bde., Tübingen 1882, in: Zeitschrift für das Privat- und öffentliche Recht der Gegenwart, Band 10, 1883, S. 742/3.
32. Die Irrthümer des Historizismus in der Deutschen Nationalökonomie, Wien 1884, GW, Band 3, S. 1–97.
33. Brief an Léon Walras v. Februar 1884, abgedr., in: Jaffé, William (Hrsg.), Correspondence of Léon Walras and Related Papers, Amsterdam 1965, Band 2, S. 2–6.
34. Rezension von: Cossa, Luigi, Primi Elementi di Economia Politica, Milano 1883, in: Zeitschrift für das Privat- und öffentliche Recht der Gegenwart, Band 11, 1884, S. 451–454.
35. Rezension von: Schnapper-Arndt, Gottlieb, Fünf Dorfgemeinden auf dem hohen Taunus. Eine socialstatistische Untersuchung über Kleinbauernthum, Hausindustrie und Volksleben, Leipzig 1883, in: Zeitschrift für das Privat- und öffentliche Recht der Gegenwart, Band 11, 1884, S. 455–457.
36. Rezension von: Felix, Ludwig, Der Einfluss der Natur auf die Entwicklung des Eigenthums, Leipzig 1883, Zeitschrift für das Privat- und öffentliche Recht der Gegenwart, Band 11, 1884, S. 454/5.
37. Rezension von: Heinrich Vincenz Pospischil, Die Heimstätte, mit besonderer Rücksicht auf die Verhältnisse des bäuerlichen Grundbesitzes in Oesterreich, in: Zeitschrift für das Privat- und öffentliche Recht der Gegenwart, Band 11, 1884, S. 457.
38. Gegendarstellung C. Mengers zu: Leser, E., Besprechung von: Karl Menger, Untersuchungen über die Methode der Sozialwissenschaften und der politischen Ökonomie insbesondere, in: Jahrbücher für Nationalökonomie und Statistik, N.F. Band 7, 1883, S. 273–276; abgedr. In: Dietzel, Heinrich, C. Menger, Untersuchungen über die Methode der Sozialwissenschaften und der politischen Ökonomie insbesondre. Ein Beitrag zur Methodologie der theoretischen Wirtschaftswissenschaft, in: Jahrbücher für Nationalökonomie und Statistik. N.F. Band 8, 1884, S. 111–114.
39. Brief von Carl Menger an Eugen v. Böhm-Bawerk, Zur Theorie des Capitalzinses, v. 13. November 1884, in: Ekonomisk Tidskrift (The Swedish Journal of Economics), Uppsala 1921, S. 87/88.
40. Besprechung von: Böhm-Bawerk, Eugen von, Capital und Capitalzins, Erste Abtheilung: Geschichte und Kritik der Capitalzinstheorie, Innsbruck 1884, in: Zeitschrift für das Privat- und öffentliche Recht der Gegenwart, Band 12, 1885, S. 631–639.
41. Besprechung von: Kleinwächter, Friedrich, Die Grundlagen und Ziele des sogenannten wissenschaftlichen Socialismus, Innsbruck 1885, in: Zeitschrift für das Privat- und öffentliche Recht der Gegenwart, Band 12, 1885, S. 639–644.
42. Nationalökonomische Literatur. Besprechung der Schriften von: Schönberg, Marlo, Neurath, Kuefstein, Neumann-Spallart, Scherzer, Brachelli, Lang, Wiener Handels- und Gewerbekammer (Zapf), in. Wiener Zeitung, 14. und 15. Januar 1886.
43. Besprechung von: Philippovich, Eugen v., Ueber Aufgabe und Methode der politischen Oekonomie. Akademische Antrittsrede, Freiburg 1886, in: Zeitschrift für das Privat- und öffentliche Recht der Gegenwart, Band 14, Wien 1886, S. 212–215.
44. Gutachten der Professoren Dr. Exner und Dr. Karl Menger über die Studienreform im allgemeinen und Separatvotum des Professors Karl Menger betreffend die Stellung der Volkswirtschaftspolitik, der Statistik und der Staatsrechnungswissenschaft im Studienplan, in: Gutachten und Anträge zur Reform der Juristischen Studien, erstattet von den Rechts- und Staatswissenschaftlichen Facultäten der Österreichischen Universitäten, S. 3–4 bzw. S. 55–60, Wien 1887
45. Rezension von: Schönberg, Gustav (Hrsg.), Handbuch der politischen Oekonomie, 2. Stark vermehrte Auflage. 2 Bde., Tübingen 1885/86, in: Zeitschrift für das Privat- und öffentliche Recht der Gegenwart, Band 14, 1887, S. 555–585. GW, Band 3, S. 99–131 („Zur Kritik der politischen Oekonomie“)
46. Brief an Léon Walras v. 27. Januar 1887, abgedr., in: Jaffé, William (Hrsg.), Correspondence of Léon Walras and Related Papers, Amsterdam 1965, Band 2, S. 176.
47. Besprechung von: Neurath, W., Elemente der Volkswirthschaftslehre, Wien 1887, in: Zeitschrift für das Privat- und öffentliche Recht der Gegenwart, Band 14, 1887, S. 655/6.
48. Besprechung von: Elster Ludwig (Hrsg.), Staatswissenschaftliche Studien, Jena 1887 ff., in: Zeitschrift für das Privat- und öffentliche Recht der Gegenwart, Band 14, 1887, S. 656/7.
49. Rezension von: Sax, Emil, Grundlegung der theoretischen Staatswissenschaft, Wien 1887, in: Neue Freie Presse, 20. Dezember 1887.
50. Zur Theorie des Kapitals, in: Jahrbücher für Nationalökonomie und Statistik, Band 17, 1888, S. 1–49, GW, Band 3, S. 135–183.
51. Contributation à la Théorie du Capital, in: Revue d’Economie Politique, Band 2, 1888, S. 577–594.
52. Neue Formen der Arbeiter-Entlohnung. Besprechung von: Munro, J. E., Sliding Scales in the Coal Industry, London 1885, Sliding Scales in the Coal Industry, London 1886, On the Regulation of Wages by means of lists in the Cotton Industry. Weaving, London 1887, Spinning ibid. 1887, in: Neue Freie Presse, 28. März 1888.
53. Grundzüge einer Klassifikation der Wirtschaftswissenschaften, in: Jahrbücher für Nationalökonomie und Statistik, N.F. Band 19, 1889, S. 1–32, GW Band 3, S. 187–218.
54. Nachruf auf Kronprinz Rudolf, in: Neue Freie Presse, 31. Januar 1889, S. 9.
55. Nationalökonomische Literatur in Oesterreich. Besprechung der Schriften von: Wieser, Böhm-Bawerk, Sax, Mataja, Steinbach, Zuckerkandl, Groß, Auspitz/Lieben, in: Wiener Zeitung, 7. und 8. März 1889.
56. Friedrich List, in: Neuer Freie Presse, 6. September 1889, GW, Band 3, S. 247–257.
57. Zum hundertjährigen Geburtstag von Friedrich List, in: Allgemeine Juristen-Zeitung, Centralblatt für Verwaltung und Rechtspflege, 12. Jg., 10. August 1889, S. 265 f. und 20. August 1889, S. 277 f.
58. Berichtigung (bezüglich einiger Bemerkungen zum Gewerbegesetz), in: Neues Wiener Tagesblatt, 10. Dezember 1889, 10. Dezember 1889.
59. Die Kaufkraft des Guldens österreichischer Währung, in: Neue Freie Presse, 12. Dezember 1889, GW, Band 4, S. 117–124.
60. Rezension von: Pierson, N. G., Leerboek der Staatshuishoudkunde, 2. Bd., 1. Teil, Haarlem 1889, in: Rechtsgeleerd Magazijn, Band 9, 1890, S. 269–272.
61. Ein Porträt des Kronprinzen, in: Neues Wiener Tagesblatt, 30. Januar 1890.
62. Rezension von: Block, Maurice, Les Progrés de la Science Economique depuis Adam Smith. Révision des doctrines économiques, Paris 1890, in: Neue Freie Presse, 11. April 1890.
63. Rezension von: Conrad, J./L. Elster/E. Loening/W. Lexis (Hrsg.), Handwörterbuch der Staatswissenschaften, Band 1, Jena 1889/90, in: Neue Freie Presse, 24. Mai 1890.
64. Lorenz von Stein + 23. September 1890, in: Jahrbücher für Nationalökonomie und Statistik, III. Folge, Band 1, 1891, GW, Band 3, S. 259–271.
65. Die Social-Theorie der classischen National-Oekonomie und die moderne Wirtschaftspolitik, in: Neue Freie Presse, 6. Und 8. Januar 1891, GW, Band 3, S. 219–245.
66. Von unserer Valuta. Vortrag in der Wiener Juristischen Gesellschaft am 31. Januar 1892, in: Allgemeine Juristen-Zeitung, Band 15, Nr. 12 u. 13, 20.1 und 1. Februar 1892, GW, Band 4, S. 287–307.
67. Die Valutaregulierung in Oesterreich-Ungarn, in: Jahrbücher für Nationalökonomie und Statistik, III. Folge, Band 3, 1892, S. 496–515 und S. 641–669; Band 4, 1892, S. 39–55. Der Separatabdruck einer gekürzten Fassung erschien im Juni 1892 und ist enthalten in: GW, Band 4, S. 127–186.
68. Stenographische Protokolle über die vom 8. März bis 17. März 1892 abgehaltenen Sitzungen der nach Wien einberufenen Währungs-Enquête-Commission, Wien 1892 (Äußerungen Mengers, S. 197–223, 238 f., 247, 269–271, 284), Hauptbeitrag: GW, Band 4, S. 225–286.
69. Der Übergang zur Goldwährung. Untersuchungen über die Wertprobleme der österreichisch-ungarischen Valutareform, Wien/Leipzig 1892, GW, Band 4, S. 189–224.
70. Geld, in: Handwörterbuch der Staatswissenschaften, Band 3, Jena 1892, S. 730–757.
71. On the Origin of Money, in: Economic Journal, Band 2, 1892, S. 243 ff.
72. La Monnaie Mesure de Valeur, in: Revue d´Economie Politique, Band 6, 1892, S. 159–175.
73. Nationalökonomische Literatur. Besprechung von: Handwörterbuch der Staatswissenschaften u. Schriften von A. Wagner, Philippovich, Böhm-Barwerk, Schullern-Schrattenhofen, Mensi, Zeitschrift für Volkswirthschaft, Socialpolitik und Verwaltung, in: Wiener Zeitung, 30. November 1892.
74. Rezension von: Wagner, Adolph, Lehr- und Handbuch der politischen Oekonomie, in: Neue Freie Presse, 21. Dezember 1892.
75. Besprechung von: Mahaim, Ernest, L´enseignement de l´économie politique à l´université de Berlin et de Vienne, in: Revue de Belgique, Band 21, 1889, S. 359–369; St.-Marc, Henri, Etude sur l´enseignement de l´économie politique dans les universités d´Allemagne et d´Autriche, in: Revue d´Economie Politique, Band 6, 1892, S. 217–249 und S. 423–470, in: Zeitschrift für Volkswirthschaft, Socialpolitik und Verwaltung, Band 2, 1893, S. 359–364.
76. Rezension von: Conrad, J., Die deutschen Universitäten. in: Wiener Zeitung, 13. Mai 1893.
77. Vorwort zu: Lorini, Eteocle, La Question della Valuta in Austria-Ungeria, Turin 1893, S. XV–XXXVII
78. Das Goldagio und der heutige Stand der Valutareform, in: Bohemia, Prag, 15. und 16. Juni 1893, auch als Sonderabdruck, Prag 1893, GW, Band 4, S. 308–324.
79. Wilhelm Roscher, in: Neue Freie Presse, 16. Juni 1894, GW, Band 3, S. 273–281.
80. Rezension von: Schüller, Richard, Die classische National-Oekonomie und ihre Gegner, Berlin 1895, in: Neue Freie Presse, 23. Februar 1895.
81. Vorwort zu: Montemartini, Giovanni, Il Risparmio nella Economia Pura, Milano 1896, S. XIII–XV (v. 3. Juli 1895)
82. Geld- und Münzwesen seit 1857, in: Österreichisches Staatswörterbuch (hrsg. v. E. Mischler und J. Ulbrich), Band 2, Wien 1897.
83. Ein Gesetz gegen Kartelle, in: Jahrbücher für Nationalökonomie und Statistik, III. Folge, Band 14, 1897, S. 113–115.
84. Besprechung von: Wagner, Adolf, Grundriß zu Vorlesungen über Finanzwissenschaft, Berlin 1898, in: Zeitschrift für das Privat- und öffentliche Recht der Gegenwart, Band 25, 1898, S. 467/8.
85. Besprechung von: Conrad, I., I Theil: Nationalökonomie, Jena 1896, II. Theil: Volkswirtschafthspolitik, Jena 1897, in: Zeitschrift für das Privat- und öffentliche Recht der Gegenwart, Band 25, 1898, S. 193.
86. Besprechung von: Philippovich, E.v., I. Band: Allgemeine Volkswirthschaftslehre, Zweite verbesserte und vermehrte Auflage. Freiburg 1897, in: Zeitschrift für das Privat- und öffentliche Recht der Gegenwart, Band 25, 1898, S. 194.
87. Geld, in: Handwörterbuch der Socialwissenschaften, 2. Auflage. Band 4, Jena 1900, S. 60–106.
88. Rezension von: Böhm-Bawerk, Eugen von, Das Problem des Capitalzinses. Einige strittige Fragen der Capitalstheorie, Wien/Leipzig 1900, in: Wiener Zeitung, 30. März 1900.
89. Rezension von: Simmel, Georg, Philosophie des Geldes, Leipzig 1900, in: Literarisches Zentralblatt, 26. Januar 1901, S. 160 ff.
90. Besprechung von: Böhm-Bawerk, Eugen v., Geschichte und Kritik der Kapitalzinstheorie, 2. Auflage. Innsbruck 1900, in: Literarisches Zentralblatt, 9. Februar 1901, S. 248 f.
91. Volkswirthschaftliche Encyklopädien. Rezension von: Handwörterbuch der Staatswissenschaften, 2. Auflage. 1900, in: Neue Freie Presse, 14. Februar 1901.
92. Beitrag zur Enquête „Die katholische Universität“, in: Neue Freie Presse, 25. Dezember 1901.
93. Besprechung von: Wieser, Friedrich v., Ergebnisse und Aussichten der Personaleinkommensteuer, Leipzig 1901, in: Literarisches Zentralblatt, 4. Januar 1902, S. 18.
94. Rezension von: Roscher, Wilhelm, System des Finanzwissenschaft, 5. Auflage. bearb. v. Otto Gerlach, Stuttgart 1901, in: Literarisches Zentralblatt, 17. Mai 1902, S. 661 f.
95. Besprechung von: Espinas, G., Les finances de la commune de Dousi des origines au XVe siècle, Paris 1902, in: Literarisches Zentralblatt, 17. Januar 1903, S. 88.
96. Besprechung von: Petritsch, L., Theorie von der sogenannten günstigen und ungünstigen Handelsbilanz, Graz 1902, in: Literarisches Zentralblatt, 14. Februar 1903, S. 249.
97. Besprechung von: Böhm-Bawerk, Eugen v., Positive Theorie des Kapitalzinses, 2. Auflage. Innsbruck 1902, in. Literarisches Zentralblatt, 4. April 1903, S. 486/7.
98. Besprechung von: Lippert, G., Ueber die Vergleichbarkeit der Werte von internationalen Warenübertragungen, Wien/Leipzig 1903, in: Literarisches Zentralblatt, 19. Dezember 1903, S. 1762.
99. Beitrag als Experte in der Enquête zur Reform der Gebäudesteuer, Stenographisches Protokoll der Enquête über die Reform der Gebäudesteuer, Wien, November–Dezember 1903, veröff.: Wien 1904.
100. Rezension von: Conrad, J., Grundriß zum Studium der Politischen Ökonomie, Jena 1902; Philippovich, Eugen v., Grundriß der Politischen Ökonomie, 1. Bd., 5. Auflage. Tübingen 1904, 2. Bd., 1. Teil, 1. u. 2. Auflage. Tübingen 1899, in Zeitschrift für das Privat- und öffentliche Recht der Gegenwart, Band 31, 1904, S. 438–440.
101. Besprechung von: Komorzynski, Johann v., Die nationalökonomische Lehre vom Kredit, Innsbruck 1903, in: Zeitschrift für das Privat- und öffentliche Recht in der Gegenwart, Band 31, 1904, S. 759–761.
102. Friedrich Schiller, in: Beilage zu „Die Zeit“, 23. April 1905.
103. Rezension von: Schüller, Richard, Schutzzoll und Freihandel. Die Voraussetzungen und die Grenzen ihrer Berechtigung, Wien 1905, in: Neue Freie Presse, 1. Juni 1905.
104. Vorwort zu: Ettinger, Markus, Die Regelung des Wettbewerbes im modernen Wirtschaftssystem, I. Teil: Die Kartelle in Oesterreich, Wien 1905, S, V-VIII
105. John Stuart Mill, in: National-Zeitung, Berlin 22. Mai 1906, GW, Band 3, S. 283–291.
106. Die Reform der juristischen Studienordnung, in: Die Zeit, 23. Februar 1907.
107. Emil Steinbach, in: Neue Freie Presse, 28. Mai 1907.
108. Besprechung von: Philippovich, E. v., Volkswirthschaftspolitik, 2. Band, 2. Teil, 1.–3. Auflage, Tübingen 1908, in: Zeitschrift für das Privat- und öffentliche Recht der Gegenwart, Band 35, 1908, S. 373–375.
109. Geld, in: Handwörterbuch der Staatswissenschaften, 3. Auflage. Band 4, Jena 1909, GW, Band 4, S. 1–116.
110. Brief an Ismar Feilbogen v. 26. Juni 1911, abgedr. in: Feilbogen, I., L´Ecole Autrichienne d´Economie Politique, in: Journal des Economistes, Jg. 70, 6. Folge, 1911, S. 56 f.
111. Eugen v. Böhm-Bawerk, in: Almanach der Kaiserlichen Akademie der Wissenschaften in Wien, Jg. 1915, GW, Band 3, S. 293–307.
112. Menger, Karl (Hrsg.), Grundsätze der Volkswirtschaftslehre, 2. Auflage. Wien 1923.[35]

### Primär
- Carl Menger: Grundsätze der Volkswirthschaftslehre. Braumüller, Wien 1871. (Digitalisat und Volltext im Deutschen Textarchiv)
- Carl Menger: Untersuchungen über die Methode der Socialwissenschaften und der politischen Oekonomie insbesondere. In: F. A. Hayek (Hrsg.): Carl Menger. Gesammelte Werke. Band II, 2. Auflage. J. C. B. Mohr, Tübingen 1969.
- Carl Menger: Die Irrthümer des Historismus in der deutschen Nationalökonomie. Hölder, Wien 1884. (Digitalisat und Volltext im Deutschen Textarchiv)
- Carl Menger: Grundzüge einer Klassifikation der Wirtschaftswissenschaften. In: F. A. Hayek (Hrsg.): Carl Menger. Gesammelte Werke. Band III, 2. Auflage. J. C. B. Mohr, Tübingen 1970.

### Sekundär
- Margarete Boos: Die Wissenschaftstheorie Carl Mengers. Biographische und ideengeschichtliche Zusammenhänge. Böhlau, Wien / Köln / Graz 1986, ISBN 3-205-05044-4.
- Bruce J. Caldwell, Stephan Boehm (Hrsg.): Austrian Economics: Tension and New Directions. Kluwer Academic Publishers, Boston / Dordrecht / London 1992, ISBN 0-7923-9262-0.
- Friedrich Geigant, Franz Haslinger, Dieter Sobotka, Horst M. Westphal (Hrsg.): Lexikon der Volkswirtschaft. 6., neubearbeitete und erweiterte Auflage. Verlag Moderne Industrie, Landsberg/Lech 1994, ISBN 3-478-37056-6.
- Harald Hagemann, Tamotsu Nishizawa, Yukihiro Ikeda (Hrsg.): Austrian Economics in Transition. From Carl Menger to Friedrich Hayek. Palgrave Macmillan, Basingstoke Hampshire 2010, ISBN 978-0-230-22226-7.
- Heinz D. Kurz (Hrsg.): Klassiker des Ökonomischen Denkens. Von Adam Smith bis Alfred Marshall. Band 1, Beck, München 2008, ISBN 978-3-406-57357-6.
- Vera Linß: Die wichtigsten Wirtschaftsdenker. 4. Auflage. Marix, Wiesbaden 2013, ISBN 978-3-86539-922-9.
- Karl Milford: Zu den Lösungsversuchen des Induktionsproblems und des Abgrenzungsproblems bei Carl Menger. Veröffentlichungen der Kommission für Sozial- und Wirtschaftswissenschaften Band 27, Verlag der Österreichischen Akademie der Wissenschaften, Wien 1989, ISBN 3-7001-1642-X.
- H. Abele: Menger (von Wolfensgrün) Karl. In: Österreichisches Biographisches Lexikon 1815–1950 (ÖBL). Band 6, Verlag der Österreichischen Akademie der Wissenschaften, Wien 1975, ISBN 3-7001-0128-7, S. 221 f. (Direktlinks auf S. 221, S. 222).
- Bertram Schefold: Studien zur Entwicklung der ökonomischen Theorie X. Schriften des Vereins für Socialpolitik Band 115/X, Duncker & Humblot, Berlin 1990, ISBN 3-428-06978-1.
- Joseph Alois Schumpeter: Ten Great Economists: From Marx to Keynes. Routledge, 1997, ISBN 0-415-11079-3, S. 80–91.
- Erich W. Streissler: Menger, Carl. In: Neue Deutsche Biographie (NDB). Band 17, Duncker & Humblot, Berlin 1994, ISBN 3-428-00198-2, S. 72–74 (Digitalisat).
- Reinhard Schumacher, Scott Scheall: Aufsatz Karl Menger's unfinished biography of his father: New insights into Carl Menger's life through 1889, 2020[36]